# Туржанов, Шаден
Шаден Туржанов (каз. Шәден Тұржанов; 1886 год — ?) — старший табунщик колхоза имени Карла Маркса Урдинского района Уральской области, Казахская ССР. Герой Социалистического Труда (1948).

## Биография
Шаден Туржанов родился в 1886 году в ауле селе Суюндук Урдинского района Уральской области Казахской ССР в семье батрака. Казах по национальности.
До коллективизации занимался наёмным трудом.
В 1937 году начал работать старшим чабаном в колхозе имени Карла Маркса Урдинского района. Первоначально в его отаре насчитывалось 370 овец. Благодаря усердному труду и эффективному уходу за животными, к 1940 году поголовье овец увеличилось до 1,5 тысяч, а к 1948 году под его руководством насчитывалось уже до 4 тысяч овец.
Шаден Туржанов уделял особое внимание улучшению качества овцеводства. По его инициативе колхоз приобрёл 15 баранов эдильбаевской породы, что позволило значительно повысить племенные качества отары. Все овцы в стаде стали племенными, а их средний живой вес достигал 90-100 килограммов
В 1947 году Шаден Туржанов от 425 курдючных овцематок вырастил 510 ягнят, причём средний живой вес ягнят к отбивке составлял 42 килограмма.
Указом Президиума Верховного Совета СССР от 23 июля 1948 года «за получение высокой продуктивности животноводства в 1947 году при выполнении колхозом обязательных поставок сельскохозяйственных продуктов и плана развития животноводства» Туржанов Шаден удостоен звания Героя Социалистического Труда с вручением Ордена Ленина и золотой медали Серп и Молот.
После реорганизации колхозов продолжал работать в Суюндукском овцесовхозе, оставаясь примером трудолюбия и преданности делу. Шаден Туржанов внёс значительный вклад в развитие овцеводства в Казахстане, демонстрируя передовые методы ухода за животными и повышения их продуктивности. Его достижения стали примером для последующих поколений животноводов.

## Память
Решением акима Суюндукского сельского округа Курмангазинского района Атырауской области от 2 июня 2017 года улице в селе Суюндук Курмангазинского района присвоено имя «Шәден Тұржанов».